# Сидоры (Харьковская область)
Сидоры, до ВОВ хутор Голубов (укр. Сидори), село, 
Тимченковский сельский совет,
Змиёвский район,
Харьковская область.
Код КОАТУУ — 6321786206. Население по переписи 2001 года составляет 48 (25/23 м/ж) человек.

## Географическое положение
Село Сидоры находится на расстоянии в 3 км от реки Мжа (правый берег), на расстоянии в 2 км расположены сёла Колесники, Погорелое, Борки.
Рядом проходит автомобильная дорога Т-2112.
Вокруг села много садовых участков.

## История
- 1685 - дата основания.
- В 1940 году, перед ВОВ, на хуторе Голубовом были 50 дворов.[1]